# BK LUKoil Neftomchimic
Lukoil Neftomchimik (Eigenschreibweise LUKoil Neftomchimic; bulgarisch Лукойл Нефтохимик) ist ein bulgarischer Frauenbasketballverein aus der Schwarzmeer-Hafenstadt Burgas. Mit vier bulgarischen Basketball-Meisterschaften und fünf Erfolgen im BBL-Pokal zählt Lukoil Neftomchimik zu den erfolgreichsten Basketballvereinen in der Geschichte Bulgariens. Die Basketballprofis tragen ihre Heimspiele in der Bontscho-Barsow-Halle aus. Das Team wird von Lukoil Bulgarien gesponsert.

## Erfolge
- bulgarischer Meister: 2005, 2006, 2009, 2010, 2011
- bulgarischer Vizemeister: 2012
- bulgarischer Pokalsieger: 1991, 2004, 2005, 2006, 2008